# Cheiloneurus pulvinariae
Cheiloneurus pulvinariae är en stekelart som beskrevs av Dozier 1925. Cheiloneurus pulvinariae ingår i släktet Cheiloneurus och familjen sköldlussteklar. Inga underarter finns listade i Catalogue of Life.